# Periga gueneei
Periga gueneei är en fjärilsart som beskrevs av Lemaire 1973. Periga gueneei ingår i släktet Periga och familjen påfågelsspinnare. Inga underarter finns listade i Catalogue of Life.